# Trainz
Trainz, of Trainz Simulator, is een treinsimulator die wordt ontwikkeld door Auran (sinds 2005 onderdeel van N3V Games). De eerste versie kwam in de winkel in december 2001. De nieuwste versie van Trainz is Trainz: A New Era (T:ANE, volledige versie uitgebracht op 15 mei 2015), die de opvolger is van Trainz Simulator 2012. De simulator ging destijds de concurrentie aan met Microsoft Train Simulator van Microsoft en later werd ook Rail Simulator ontwikkeld door Kuju Entertainment.

## Route-editor
In Trainz is het mogelijk routes te maken en die aan het spel toe te voegen. Hierbij maakt men gebruik van de uitgebreide route-editor die in het spel is meegeleverd. Ook is het mogelijk om de routes online te zetten op het downloadstation van Trainz en routes van anderen downloaden. Ook zijn er op veel andere websites routes en materieel te vinden, waaronder enkele Nederlandse sites waarop Nederlands materieel en/of routes kunnen worden gedownload.